# Segnaletica stradale in Slovacchia
I segnali stradali in Slovacchia sono regolati dall'allegato nº 1 del decreto del Ministero dell'Interno n. 9 del 2009 sull'attuazione del nuovo codice della strada slovacco. Il decreto è entrato in vigore il 1º febbraio 2009 ed è stato parzialmente modificato all'inizio del 2010 con l'introduzione del sistema di telepedaggio.
Sono installati lungo il ciglio della strada sul lato destro della carreggiata e sono suddivisi in segnali di pericolo, di precedenza, di divieto, di obbligo, di informazione, di direzione, di servizi e pannelli integrativi; sono altresì presenti segnali temporanei che, come in molti Paesi europei, hanno sfondo giallo invece che bianco o di altro colore.
Se vi è del testo nei segnali, questo è in lingua slovacca, senza traduzioni in altre lingue. La maggior parte dei segnali sono basati su disegni come nella maggior parte dei Paesi europei, eccezion fatta per quelli con scritte come il segnale di Fermarsi e dare precedenza.
Agli incroci non regolati da segnaletica stradale o semafori vige la regola generale di dare la precedenza ai veicoli provenienti da destra, a meno che non sia altrimenti specificato.

## Segnali di pericolo
I segnali di pericolo in Slovacchia hanno sfondo bianco ed una classica forma triangolare.
| Segnale slovacco | Significato                                                            | Spiegazione |
|                  | Curva pericolosa a destra                                              | Presegnala un tratto di strada non rettilineo pericoloso per la limitata visibilità o per caratteristiche del tracciato (curva stretta a destra). |
|                  | Curva pericolosa a sinistra                                            | Presegnala un tratto di strada non rettilineo pericoloso per la limitata visibilità o per caratteristiche del tracciato (curva stretta a sinistra). |
|                  | Doppia curva pericolosa, la prima a destra                             | Presegnala una doppia curva, di cui la prima a destra. |
|                  | Doppia curva pericolosa, la prima a sinistra                           | Presegnala una doppia curva, di cui la prima a sinistra. |
|                  | Discesa pericolosa                                                     | Presegnala un tratto di strada in discesa secondo il senso di marcia. La pendenza è espressa in percentuale. |
|                  | Salita ripida                                                          | Presegnala un tratto di strada in forte salita secondo il senso di marcia. La pendenza è espressa in percentuale. |
|                  | Strettoia                                                              | Segnala un restringimento pericoloso della carreggiata. |
|                  | Strettoia provvisoria                                                  | Segnala un restringimento pericoloso provvisorio della carreggiata. |
|                  | Strettoia asimmetrica a destra                                         | Segnala un restringimento pericoloso sul lato destro della carreggiata. |
|                  | Strettoia asimmetrica a destra provvisoria                             | Segnala un restringimento pericoloso provvisorio sul lato destro della carreggiata. |
|                  | Strettoia asimmetrica a sinistra                                       | Segnala un restringimento pericoloso sul lato sinistro della carreggiata. |
|                  | Strettoia asimmetrica a sinistra provvisoria                           | Segnala un restringimento pericoloso provvisorio sul lato sinistro della carreggiata. |
|                  | Strada deformata                                                       | Segnala un tratto di strada in cattivo stato o con pavimentazione irregolare. |
|                  | Strada deformata provvisoriamente                                      | Segnala un tratto di strada provvisorio in cattivo stato o con pavimentazione irregolare. |
|                  | Dosso                                                                  | Segnala un'anomalia altimetrica convessa della strada che limita la visibilità. |
|                  | Banchina cedevole                                                      | Presegnala un tratto di strada con una banchina cedevole. |
|                  | Banchina cedevole provvisoria                                          | Presegnala un tratto di strada con una banchina cedevole provvisoriamente. |
|                  | Strada sdrucciolevole                                                  | Presegnala un tratto di strada che in particolari condizioni climatiche od ambientali può diventare sdrucciolevole. |
|                  | Strada sdrucciolevole provvisoriamente                                 | Presegnala un tratto di strada che in particolari condizioni climatiche od ambientali può diventare provvisoriamente sdrucciolevole. |
|                  | Ghiaccio o neve                                                        | Segnala la possibilità di incontrare neve o ghiaccio formatosi sulla carreggiata a seguito dell'abbassamento delle temperature. |
|                  | Nebbia                                                                 | Segnala la possibilità di incontrare nebbia o scarsa visibilità lungo la carreggiata. |
|                  | Ghiaia                                                                 | Presegnala la presenza di pietrisco, di materiale minuto o granaglia che può essere proiettato a distanza o scagliato in aria dai veicoli in transito. |
|                  | Ghiaia provvisoria                                                     | Presegnala la presenza provvisoria di pietrisco, di materiale minuto o granaglia che può essere proiettato a distanza o scagliato in aria dai veicoli in transito. |
|                  | Semaforo                                                               | Presegnala un impianto semaforico posto su strade sia urbane che extraurbane. |
|                  | Semaforo provvisorio                                                   | Presegnala un impianto semaforico provvisorio posto su strade sia urbane che extraurbane. |
|                  | Attraversamento pedonale                                               | Segnala l'avviciarsi di un passaggio pedonale segnalato sulla carreggiata. |
|                  | Pedoni                                                                 | Segnala la possibilità di incontrare pedoni lungo la carreggiata. |
|                  | Bambini                                                                | Segnala luoghi frequentati da bambini, come le scuole, i giardini pubblici, i campi di gioco e simili. |
|                  | Attraversamento ciclabile                                              | Presegnala attraversamento di ciclisti contraddistinto da appositi segni sulla carreggiata. |
|                  | Attraversamento di animali domestici                                   | Presegnala un tratto di strada con probabile improvvisa presenza od attraversamento di animali domestici. |
|                  | Attraversamento di cervi o caprioli                                    | Presegnala un tratto di strada con probabile improvvisa presenza od attraversamento di cervi o caprioli. |
|                  | Lavori                                                                 | Presegnala cantieri di lavori in corso, depositi di materiale, presenza di macchinari adibiti ai lavori stradali. |
|                  | Lavori temporanei                                                      | Presegnala cantieri di lavori in corso, depositi temporanei di materiale, presenza di macchinari adibiti ai lavori stradali. |
|                  | Caduta massi                                                           | Presegnala il pericolo di caduta massi dalla parete rocciosa soprastante a destra con possibile presenza di pietre sulla carreggiata. |
|                  | Doppio senso di circolazione                                           | Segnala un tratto di strada che da senso unico diventa a doppio senso. |
|                  | Doppio senso di circolazione provvisorio                               | Segnala un tratto di strada che, provvisoriamente, da senso unico diventa a doppio senso. |
|                  | Attraversamento di tram                                                | Segnala attraversamento tranviario. |
|                  | Coda                                                                   | Presegnala un tratto di strada in cui è possibile un forte rallentamento od una coda del traffico. |
|                  | Coda in atto                                                           | Presegnala un tratto di strada in cui è in atto un forte rallentamento od una coda del traffico. |
|                  | Galleria                                                               | Segnala l'approssimarsi di una galleria stradale. |
|                  | Passaggio a livello con barriere                                       | Segnala un passaggio a livello con barriere ed è integrato con il pannello distanziometrico a tre barre rosse. |
|                  | Passaggio a livello senza barriere                                     | Segnala un passaggio a livello senza barriere ed è integrato con il pannello distanziometrico a tre barre rosse. |
|                  | Pannelli distanziometrici                                              | Indicano la distanza dal passaggio a livello per il quale vengono installati. Sono posti sul lato destro della carreggiata rispettivamente a 240, 160 ed 80 metri dal passaggio a livello. |
|                  | Pannelli distanziometrici                                              | Indicano la distanza dal passaggio a livello per il quale vengono installati. Sono posti sul lato sinistro della carreggiata rispettivamente a 240, 160 ed 80 metri dal passaggio a livello. |
|                  | Incrocio con un passaggio a livello senza barriere                     | Segnala un passaggio a livello od un attraversamento tranviario senza barriere con un solo binario, ed invita quindi i conducenti alla massima prudenza, invitandoli a fermarsi immediatamente se fossero attive le due luci rosse lampeggianti e/o il segnale acustico che indicano l'avvicinarsi del treno. |
|                  | Incrocio con un passaggio a livello senza barriere a più di un binario | Segnala un passaggio a livello od attraversamento tranviariosenza barriere con più di un binario, ed invita quindi i conducenti alla massima prudenza, invitandoli a fermarsi immediatamente se fossero attive le due luci rosse lampeggianti e/o il segnale acustico che indicano l'avvicinarsi del treno.   |
|                  | Passaggio di aeroplani a bassa quota                                   | Presegnala la possibilità di improvvisi forti rumori o abbagliamenti dovuti ad aeroplani a bassa quota. |
|                  | Vento laterale                                                         | Presegnala la possibilità di forti raffiche di vento laterale. |
|                  | Incidente                                                              | Segnala la presenza di un incidente stradale lungo la carreggiata. |
|                  | Altri pericoli                                                         | Segnala un pericolo diverso da quelli indicati negli altri segnali di pericolo. |
|                  | Altri pericoli provvisorio                                             | Segnala un pericolo provvisorio diverso da quelli indicati negli altri segnali di pericolo. |

## Segnali di precedenza
| Segnale slovacco | Significato                                                  | Spiegazione |
|                  | Dare precedenza                                              | Prescrive un incrocio in cui è necessario dare precedenza in corrispondenza della linea orizzontale.                                                          |
|                  | Fermarsi e dare la precedenza                                | Prescrive l'obbligo di arrestarsi in ogni caso in corrispondenza della striscia trasversale di arresto ad un incrocio e di dare precedenza.                   |
|                  | Dare precedenza al tram                                      | Prescrive un incrocio in cui è necessario dare precedenza in corrispondenza della linea orizzontale ai tram che si incrociano.                                |
|                  | Intersezione                                                 | Presegnala un incrocio in cui vige la regola generale di dare la precedenza a destra.                                                                         |
|                  | Intersezione con strada minore                               | Presegnala un incrocio con una strada di minore importanza in cui si ha la precedenza sui veicoli provenienti sia da destra che da sinistra.                  |
|                  | Intersezione con priorità sulla strada secondaria a destra   | Presegnala un incrocio a T con una strada di minore importanza che non ha diritto di precedenza e che si immette da destra.                                   |
|                  | Intersezione con priorità sulla strada secondaria a sinistra | Presegnala un incrocio a T con una strada di minore importanza che non ha diritto di precedenza e che si immette da sinistra.                                 |
|                  | Intersezione con circolazione rotatoria                      | Segnala, sulle strade urbane e extraurbane, una intersezione regolata da circolazione rotatoria.                                                              |
|                  | Strada con diritto di precedenza                             | Indica l'inizio di una strada il cui traffico ha diritto di precedenza.                                                                                       |
|                  | Fine della strada con diritto di precedenza                  | Indica la fine di una strada il cui traffico ha diritto di precedenza.                                                                                        |
|                  | Precedenza ai veicoli provenienti in senso inverso           | Prescrive di dare precedenza ai veicoli provenienti in direzione opposta in una strada a doppio senso che consente il passaggio di una sola fila di veicoli.  |
|                  | Precedenza rispetto al traffico inverso                      | Indica la precedenza rispetto ai veicoli provenienti in direzione opposta in una strada a doppio senso che consente il passaggio di una sola fila di veicoli. |
|                  | Andamento della strada principale                            | Indicano l'andamento della strada principale. |

## Segnali di divieto
| Segnale slovacco | Significato                                                                | Spiegazione |
|                  | Divieto di transito                                                        | Vieta a tutti i veicoli di entrare in una strada. |
|                  | Divieto di accesso                                                         | Vieta di entrare in una strada accessibile invece in un altro senso.                                                                                               |
|                  | Divieto di circolazione a tutti i veicoli a motore                         | Vieta il transito a tutti i veicoli a motore. |
|                  | Divieto di transito agli autoveicoli                                       | Vieta a tutti gli autoveicoli, eccetto i motocicli senza sidecar, di entrare in una strada.                                                                        |
|                  | Divieto di transito alle auto                                              | Vieta a tutte le autovetture di entrare in una strada. |
|                  | Divieto di circolazione per i mezzi destinati al trasporto merci           | Vieta il transito ai veicoli da trasporto non adibiti al trasporto di persone.                                                                                     |
|                  | Accesso vietato agli autobus                                               | Vieta il transito agli autobus. |
|                  | Divieto di circolazione per i motocicli                                    | Vieta il transito a tutti i veicoli a motore con due ruote. |
|                  | Divieto di circolazione ai mezzi agricoli                                  | Vieta il transito a tutti i mezzi agricoli. |
|                  | Divieto di circolazione per i ciclomotori                                  | Vieta il transito ai ciclomotori. |
|                  | Divieto di circolazione alle biciclette                                    | Vieta il transito alle biciclette. |
|                  | Accesso vietato agli animali da sella                                      | Vieta il transito agli animali da sella. |
|                  | Accesso vietato ai pedoni                                                  | Vieta il transito ai pedoni. |
|                  | Accesso vietato ai pedoni con pattini a rotelle ai piedi                   | Vieta il transito ai pedoni con pattini a rotelle o in linea ai piedi.                                                                                             |
|                  | Accesso vietato ai veicoli a trazione animale                              | Vieta il transito ai veicoli a trazione animale. |
|                  | Accesso vietato ai veicoli a braccia                                       | Vieta il transito ai veicoli a braccia. |
|                  | Divieto di circolazione per i rimorchi                                     | Vieta il transito a tutti i veicoli con un rimorchio. |
|                  | Divieto di circolazione per i rimorchi, i motocicli e le biciclette        | Vieta il transito a tutti i veicoli con un rimorchio, ai motocicli ed alle biciclette.                                                                             |
|                  | Distanza minima                                                            | Vieta di seguire il veicolo che precede ad una distanza inferiore a quella indicata, in metri, sul segnale.                                                        |
|                  | Lunghezza massima                                                          | Vieta il transito ai veicoli od ai complessi di veicoli di lunghezza superiore alla lunghezza indicata in metri.                                                   |
|                  | Divieto di circolazione per i veicoli che trasportano merci pericolose     | Vieta il transito ai veicoli che trasportano merci pericolose, come esplosivi, benzina, materie tossiche o radioattive.                                            |
|                  | Divieto di circolazione per i veicoli il cui carico può inquinare le acque | Vieta il transito ai veicoli che trasportano sostanze suscettibili di contaminare l'acqua.                                                                         |
|                  | Larghezza massima                                                          | Vieta il transito ai veicoli aventi larghezza superiore a quella indicata in metri.                                                                                |
|                  | Altezza massima                                                            | Vieta il transito ai veicoli aventi altezza superiore a quella indicata in metri.                                                                                  |
|                  | Peso massimo                                                               | Vieta il transito ai veicoli aventi massa superiore a quella indicata in tonnellate al momento del transito.                                                       |
|                  | Peso massimo sull'asse                                                     | Vieta il transito ai veicoli aventi sull'asse più caricato una massa superiore a quella indicata al momento del transito.                                          |
|                  | Divieto di svoltare a destra                                               | Vieta di svoltare a destra al prossimo incrocio. |
|                  | Divieto di svoltare a sinistra                                             | Vieta di svoltare a sinistra al prossimo incrocio. |
|                  | Divieto d'inversione                                                       | Vieta di effettuare un'inversione di marcia. |
|                  | Divieto di sorpasso                                                        | Vieta di sorpassare i veicoli a motore con due o più ruote. |
|                  | Fine divieto di sorpasso                                                   | Indica la fine del divieto a tutti i veicoli di sorpassare i veicoli a motore diversi dai motocicli e dai ciclomotori.                                             |
|                  | Divieto di sorpasso per gli autocarri                                      | Indica il divieto a tutti i veicoli, non adibiti al trasporto di persone, di massa a pieno carico superiore a 3,5 t di sorpassare i veicoli a motore.              |
|                  | Fine del divieto di sorpasso per gli autocarri                             | Indica la fine del divieto a tutti i veicoli non adibiti al trasporto di persone di massa a pieno carico oltre 3,5 t di sorpassare i veicoli a motore.             |
|                  | Velocità massima                                                           | Indica la velocità massima in chilometri orari alla quale i veicoli possono procedere immediatamente dopo il segnale.                                              |
|                  | Fine della velocità massima                                                | Indica la fine del limite sulla velocità massima alla quale i veicoli possono procedere e ripristina il consueto limite di velocità relativo alla strada percorsa. |
|                  | Divieto di segnalazioni acustiche                                          | Vieta l'uso di avvisatori acustici salvo il caso di pericolo immediato o di trasporto feriti o ammalati gravi.                                                     |
|                  | Fine del divieto di segnalazioni acustiche                                 | Indica la fine del divieto dell'uso di avvisatori acustici salvo il caso di pericolo immediato o di trasporto feriti o ammalati gravi.                             |
|                  | Divieto di sosta                                                           | Vieta la sosta, fermata prolungata (parcheggio) ai veicoli, in quei luoghi dove per regola generale non vige tale divieto.                                         |
|                  | Divieto di fermata                                                         | Vieta la sosta e la fermata o qualsiasi temporanea sospensione della marcia ai veicoli.                                                                            |
|                  | Divieto di sosta nei giorni dispari                                        | Vieta la sosta, fermata prolungata (parcheggio) ai veicoli, in quei luoghi dove per regola generale non vige tale divieto, soltanto nei giorni dispari.            |
|                  | Divieto di sosta nei giorni pari                                           | Vieta la sosta, fermata prolungata (parcheggio) ai veicoli, in quei luoghi dove per regola generale non vige tale divieto, soltanto nei giorni pari.               |
|                  | Divieto di transito                                                        | Vieta il transito nella strada in cui è posto. |
|                  | Divieto di carico e scarico delle merci                                    | Vieta il carico e lo scarico di merci nella strada in cui è posto.                                                                                                 |
|                  | Divieto di transito ai mezzi a GPL                                         | Vieta il transito nella strada in cui è posto ai mezzi a trazione con GPL.                                                                                         |
|                  | Divieto di transito ai mezzi a gas naturale                                | Vieta il transito nella strada in cui è posto ai mezzi a trazione con gas naturale.                                                                                |
|                  | Fermarsi alla dogana                                                       | Obbliga i conducenti all'arresto per i controlli doganali in prossimità delle frontiere nazionali.                                                                 |
|                  | Posto di blocco                                                            | Obbliga i conducenti all'arresto per i controlli di polizia. |
|                  | Fermarsi per controlli                                                     | Obbliga i conducenti all'arresto per controlli. |
|                  | Fine dei divieti precedenti                                                | Indica il punto ove le prescrizioni precedentemente indicate cessano di essere valide.                                                                             |

## Segnali di obbligo
| Segnale slovacco | Significato                                              | Spiegazione |
|                  | Direzione obbligatoria dritto                            | Indica che la sola direzione consentita al conducente è quella di andare diritto. |
|                  | Direzione obbligatoria a destra                          | Indica che la sola direzione consentita al conducente è quella di andare a destra. |
|                  | Direzione obbligatoria a sinistra                        | Indica che la sola direzione consentita al conducente è quella di andare a sinistra. |
|                  | Svoltare a destra o a sinistra                           | Direzioni obbligatorie a destra ed a sinistra. |
|                  | Circolare diritto o svoltare a destra                    | Direzioni consentite a dritto ed a destra. |
|                  | Circolare diritto o svoltare a sinistra                  | Direzioni consentite a dritto ed a sinistra. |
|                  | Obbligo di inversione di marcia                          | Indica l'obbligo di effettuare un'inversione di marcia. |
|                  | Passaggio obbligatorio a destra                          | Obbliga i conducenti a passare a destra dell'ostacolo come un cantiere, uno spartitraffico, un salvagente o un'isola di traffico.                                                               |
|                  | Passaggio obbligatorio a sinistra                        | Obbliga i conducenti a passare a sinistra dell'ostacolo come un cantiere, uno spartitraffico, un salvagente o un'isola di traffico.                                                             |
|                  | Passaggio obbligatorio a destra o sinistra               | Obbliga i conducenti a passare a destra o a sinistra dell'ostacolo come un cantiere, uno spartitraffico, un salvagente o un'isola di traffico.                                                  |
|                  | Intersezione con percorso rotatorio obbligato            | Indica ai conducenti l'obbligo di circolare nel verso antiorario indicato dalle frecce attorno all'area di rotazione. È posto subito prima di una piazza dove si svolge circolazione rotatoria. |
|                  | Pista ciclabile                                          | Indica l'inizio di un percorso riservato alle biciclette. |
|                  | Percorso pedonale                                        | Indica un percorso riservato ai pedoni. |
|                  | Pista per pattini a rotelle                              | Indica l'inizio di una pista per pattini a rotelle o in linea. |
|                  | Strada per animali da sella                              | Indica l'inizio di un percorso riservato agli animali da sella. |
|                  | Percorso misto pedonale e ciclabile                      | Indica l'inizio di un percorso riservato ai pedoni ed alle biciclette. |
|                  | Percorso ciclabile adiacente al marciapiede              | Indica l'inizio di un percorso ciclabile contiguo al marciapiede. |
|                  | Catene per la neve obbligatorie                          | Vieta il transito ai veicoli sprovvisti di catene da neve. |
|                  | Velocità minima                                          | Vieta ai conducenti di procedere ad una velocità inferiore a quella indicata. |
|                  | Andare nell'altra corsia                                 | Avvisa sull'imminente fine di una corsia di marcia, indicando di portarsi sull'altra disponibile.                                                                                               |
|                  | Utilizzare il sottopassaggio                             | Obbliga a servirsi del sottopassaggio per recarsi dall'altra parte di una carreggiata. |
|                  | Camminare a sinistra                                     | Obbliga i pedoni a camminare sul lato sinistro della carreggiata. |
|                  | Obbligo di accensione delle luci anabbaglianti           | Indica l'obbligo di accensione delle luci anabbaglianti. |
|                  | Fine dell'obbligo                                        | Indica la fine dall'obbligo indicato dal precedente segnale. |
|                  | Direzione obbligatoria per veicoli con merci pericolose  | Indica che la sola direzione consentita al conducente di mezzi con merci pericolose è quella di andare ove indicato dalla freccia.                                                              |
|                  | Utilizzo delle corsie                                    | Indica l'utilizzo delle corsie disponibili. |
|                  | Utilizzo delle corsie temporaneo                         | Indica l'utilizzo temporaneo delle corsie disponibili. |
|                  | Aumento delle corsie disponibili                         | Indica un aumento delle corsie disponibili. |
|                  | Aumento delle corsie disponibili provvisorio             | Indica un aumento delle corsie disponibili provvisoriamente. |
|                  | Riduzione delle corsie disponibili                       | Indica una riduzione delle corsie disponibili. |
|                  | Riduzione delle corsie disponibili provvisorio           | Indica una riduzione provvisoria delle corsie disponibili. |
|                  | Corsia per veicoli lenti                                 | Indica la presenza di una corsia da utilizzarsi per i veicoli lenti. |
|                  | Corsia per veicoli lenti provvisorio                     | Indica la presenza provvisoria di una corsia da utilizzarsi per i veicoli lenti. |
|                  | Utilizzo delle corsie con limiti di velocità             | Indica l'utilizzo delle corsie disponibili ed i relativi limiti di velocità. |
|                  | Utilizzo delle corsie con limiti di velocità provvisorio | Indica l'utilizzo provvisorio delle corsie disponibili ed i relativi limiti di velocità. |
|                  | Corsia per autobus                                       | Indica l'inizio di una corsia riservata agli autobus. |
|                  | Fine della corsia per autobus                            | Indica la fine della corsia riservata agli autobus. |
|                  | Utilizzo delle corsie in un incrocio                     | Indica la canalizzazione che si ha nel prossimo incrocio. |
|                  | Utilizzo provvisorio delle corsie in un incrocio         | Indica la canalizzazione provvisoria che si ha nel prossimo incrocio. |
|                  | Carreggiata chiusa per lavori                            | Indica la chiusura di una carreggiata. |
|                  | Sorpasso del tram                                        | Indica le modalità consentite per sorpassare i tram. |
|                  | Corsia chiusa per lavori                                 | Indica il rientro nella carreggiata originaria. |
|                  | Agevolare il rientro                                     | Indica ai conducenti della corsia di destra di favorire il rientro dei veicoli della corsia di sinistra a causa della sua fine.                                                                 |

## Segnali di informazione
| Segnale slovacco | Significato                                               | Spiegazione |
|                  | Tangenziale                                               | Indica una tangenziale o circonvallazione cittadina. |
|                  | Direzione per la tangenziale                              | Indica la direzione da seguire per raggiungere la tangenziale o la circonvallazione cittadina. |
|                  | Senso unico                                               | Segnala il termine del doppio senso di circolazione all'interno di una carreggiata. |
|                  | Senso unico                                               | Segnala il termine del doppio senso di circolazione all'interno di una carreggiata. |
|                  | Strada senza uscita                                       | Indica una strada senza uscita per tutti i veicoli. |
|                  | Preavviso di strada senza uscita                          | Preavvisa una strada senza uscita per tutti i veicoli. |
|                  | Passaggio pedonale                                        | Indica un attraversamento pedonale non regolato da semaforo e non in corrispondenza di un incrocio stradale. |
|                  | Passaggio ciclabile                                       | Indica un attraversamento ciclabile non regolato da semaforo e non in corrispondenza di un incrocio stradale. |
|                  | Dosso artificiale                                         | Indica la presenza di un dosso artificiale di rallentamento. |
|                  | Sottopassaggio pedonale                                   | Indica un sottopassaggio pedonale. |
|                  | Velocità consigliata                                      | Indica la velocità consigliata nel tratto di strada. |
|                  | Piazzuola di sosta                                        | Indica una piazzola dove è consentita la fermata. |
|                  | Parcheggio                                                | Indica un parcheggio autorizzato. Consente la sosta a tempo indeterminato salvo indicazioni differenti. |
|                  | Parcheggio trasversale                                    | Indica un parcheggio autorizzato in cui i veicoli sono da posteggiare in senso trasversale rispetto al senso di marcia. Consente la sosta a tempo indeterminato salvo indicazioni differenti.                                      |
|                  | Parcheggio obliquo                                        | Indica un parcheggio autorizzato in cui i veicoli sono da posteggiare in senso diagonale rispetto al senso di marcia. Consente la sosta a tempo indeterminato salvo indicazioni differenti.                                        |
|                  | Parcheggio longitudinale                                  | Indica un parcheggio autorizzato in cui i veicoli sono da posteggiare in senso longitudinale rispetto al senso di marcia. Consente la sosta a tempo indeterminato salvo indicazioni differenti.                                    |
|                  | Parcheggio trasversale o obliquo sulla banchina           | Indica un parcheggio autorizzato in cui i veicoli sono da posteggiare in senso trasversale o diagonale rispetto al senso di marcia sulla banchina. Consente la sosta a tempo indeterminato salvo indicazioni differenti.           |
|                  | Parcheggio longitudinale sulla banchina                   | Indica un parcheggio autorizzato in cui i veicoli sono da posteggiare in senso longitudinale rispetto al senso di marcia sulla banchina. Consente la sosta a tempo indeterminato salvo indicazioni differenti.                     |
|                  | Parcheggio trasversale o obliquo a cavallo della banchina | Indica un parcheggio autorizzato in cui i veicoli sono da posteggiare in senso trasversale o diagonale rispetto al senso di marcia a cavallo della banchina. Consente la sosta a tempo indeterminato salvo indicazioni differenti. |
|                  | Parcheggio longitudinale a cavallo della banchina         | Indica un parcheggio autorizzato in cui i veicoli sono da posteggiare in senso longitudinale rispetto al senso di marcia a cavallo della banchina. Consente la sosta a tempo indeterminato salvo indicazioni differenti.           |
|                  | Parcheggio riservato                                      | Indica un parcheggio riservato. |
|                  | Parcheggio a pagamento                                    | Indica un parcheggio a pagamento. |
|                  | Parcheggio con disco orario                               | Indica un parcheggio con obbligo di esporre il disco orario. |
|                  | Parcheggio coperto                                        | Indica un parcheggio coperto. Consente la sosta a tempo indeterminato salvo indicazioni differenti. |
|                  | Parcheggio di interscambio con mezzo pubblico             | Indica un parcheggio dal quale è possibile prendere un mezzo pubblico. |
|                  | Polizia                                                   | Indica la presenza di un posto di polizia. |
|                  | Taxi                                                      | Indica la presenza di un parcheggio per taxi. |
|                  | Galleria                                                  | Indica l'inizio di una galleria. |
|                  | Galleria a doppio senso                                   | Indica l'inizio di una galleria a doppio senso di marcia. |
|                  | Galleria                                                  | Indica l'inizio di una galleria e la eventuale lunghezza. |
|                  | Fine galleria                                             | Indica la fine della galleria. |
|                  | Fine galleria a doppio senso                              | Indica la fine della galleria a doppio senso di marcia. |
|                  | Fine galleria                                             | Indica la fine della galleria col nome e la lunghezza. |
|                  | Strada riservata ai veicoli a motore                      | Indica l'inizio di una strada riservata ai veicoli a motore. |
|                  | Fine strada riservata ai veicoli a motore                 | Indica la fine di una strada riservata ai veicoli a motore. |
|                  | Autostrada                                                | Indica l'inizio di un'autostrada. |
|                  | Fine dell'autostrada                                      | Indica la fine di un'autostrada. |
|                  | Zona a divieto di sosta                                   | Indica una zona in cui vige il divieto di sosta. |
|                  | Fine della zona a divieto di sosta                        | Indica la fine della zona in cui vige il divieto di sosta. |
|                  | Zona pedonale                                             | Indica l'inizio di una zona pedonale. |
|                  | Fine della zona pedonale                                  | Indica la fine della zona pedonale. |
|                  | Zona di scuola                                            | Indica una zona vicina ad una scuola in cui è più frequente la presenza di bambini lungo la carreggiata. |
|                  | Fine della zona di scuola                                 | Indica la fine della zona vicina ad una scuola. |
|                  | Zona di parcheggio a pagamento                            | Indica una zona in cui vige la sosta a pagamento. |
|                  | Fine della zona di parcheggio a pagamento                 | Indica la fine della zona di sosta a pagamento. |
|                  | Strada residenziale                                       | Indica l'inizio di una zona residenziale. |
|                  | Fine della strada residenziale                            | Indica la fine di una zona residenziale. |
|                  | Uscita di scampo                                          | Indica una corsia demarcata in rossobianco seguita da un letto di ghiaia sul quale i conducenti, in caso di avaria dei freni, possono far fermare il veicolo.                                                                      |
|                  | Modifiche alle norme di circolazione                      | Indica una variazione alle norme di circolazione precedentemente presenti nel punto indicato. |
|                  | Segnale di nebbia                                         | Indica la presenza di demarcatori orizzontali da utilizzare come riferimento per la velocità in caso di nebbia. |
|                  | Velocità con nebbia                                       | Indica la presenza di demarcatori orizzontali da utilizzare come riferimento per la velocità in caso di nebbia: se si vedono 2 pallini, la velocità consigliata è di 60 km/h.                                                      |
|                  | Velocità con nebbia                                       | Indica la presenza di demarcatori orizzontali da utilizzare come riferimento per la velocità in caso di nebbia: se si vede 1 pallino, la velocità consigliata è di 40 km/h.                                                        |
|                  | Segnale di distanza                                       | Indica la necessità di mantenersi a distanza dal veicolo precedente. |
|                  | Limiti di velocità generali                               | Indica i limiti generali di velocità presenti nello Stato, validi per le autovetture. È posto in prossimità delle frontiere. |
|                  | Strada soggetta al pagamento della vignetta autostradale  | Indica che la strada in oggetto è soggetta all'obbligo di esposizione della vignetta autostradale. |
|                  | Transitabilità delle strade                               | Indica che la strada è chiusa al traffico degli autocarri ed è transitabile solo con catene o pneumatici da neve. |
|                  | Preavviso sullo stato delle strade                        | Indica la transitabilità delle strade indicate. |
|                  | Transitabilità delle strade                               | Indica che la strada è chiusa al traffico dalla località indicata nel segnale. |

## Segnali di direzione
| Segnale slovacco | Significato                                                    | Spiegazione |
|                  | Presegnalazione di svincolo su autostrada                      | Indica le direzioni raggiungibili al prossimo svincolo lungo un'autostrada.                                                     |
|                  | Presegnalazione di direzioni su autostrada a ponte             | Indica le direzioni raggiungibili al prossimo incrocio lungo un'autostrada e posto a scavalco sopra la carreggiata.             |
|                  | Segnale di itinerario                                          | Indica le località e le destinazioni raggiungibili alla prossima uscita.                                                        |
|                  | Numero dell'uscita autostradale                                | Indica il numero dell'uscita autostradale.                                                                                      |
|                  | Segnale di conferma autostradale                               | Indica le località raggiungibili tramite l'autostrada che si sta percorrendo e le relative distanze.                            |
|                  | Presegnalazione di direzioni su strada extraurbana             | Indica le direzioni raggiungibili al prossimo incrocio su strada extraurbana.                                                   |
|                  | Presegnalazione di rotatoria                                   | Indica le direzioni raggiungibili alla rotatoria che si andrà a raggiungere.                                                    |
|                  | Luogo turistico                                                | Indica un luogo turistico e ne specifica il nome.                                                                               |
|                  | Preavviso di deviazione per restrizioni                        | Preavvisa una deviazione lungo la strada che si sta percorrendo per delle limitazioni.                                          |
|                  | Preavviso di deviazione                                        | Preavvisa una deviazione lungo la strada che si sta percorrendo per limitazioni al transito ed indica l'itinerario alternativo. |
|                  | Svolta a sinistra semi diretta                                 | Indica le manovre da effettuare per svoltare a sinistra.                                                                        |
|                  | Preavviso di deviazione                                        | Preavvisa una deviazione lungo la strada che si sta percorrendo.                                                                |
|                  | Presegnalazione di direzioni per strada extraurbana            | Indica le direzioni raggiungibili al prossimo incrocio per raggiungere una strada extraurbana.                                  |
|                  | Presegnalazione di direzioni su autostrada                     | Indica le direzioni raggiungibili al prossimo incrocio per raggiungere un'autostrada.                                           |
|                  | Presegnalazione di direzioni per strada extraurbana principale | Indica le direzioni raggiungibili al prossimo incrocio per raggiungere una strada extraurbana principale.                       |
|                  | Presegnalazione di direzioni per strada locale                 | Indica le direzioni raggiungibili al prossimo incrocio per raggiungere una strada locale.                                       |
|                  | Cartello indicatore per aeroporto                              | Indica la direzione da seguire al prossimo incrocio per raggiungere l'aeroporto.                                                |
|                  | Cartello indicatore per centro commerciale                     | Indica la direzione da seguire al prossimo incrocio per raggiungere un centro commerciale.                                      |
|                  | Cartello indicatore per luogo culturale                        | Indica la direzione da seguire al prossimo incrocio per raggiungere un punto di interesse culturale.                            |
|                  | Direzione con deviazione                                       | Indica la direzione raggiungibile tramite la deviazione lungo la strada che si sta percorrendo.                                 |
|                  | Numero autostrada                                              | Identifica un'autostrada. |
|                  | Numero superstrada                                             | Identifica una superstrada. |
|                  | Numero strada principale                                       | Identifica una strada principale.                                                                                               |
|                  | Numero strada secondaria                                       | Identifica una strada secondaria.                                                                                               |
|                  | Numero strada europea                                          | Identifica una strada europea.                                                                                                  |
|                  | Progressiva chilometrica                                       | Indica la progressione chilometrica della strada su cui è posto.                                                                |
|                  | Progressiva chilometrica con direzione SOS                     | Indica la progressione chilometrica della strada su cui è posto e la direzione per la più vicina colonnina SOS.                 |
|                  | Inizio regione                                                 | Indica l'inizio di una regione.                                                                                                 |
|                  | Inizio distretto                                               | Indica l'inizio di un distretto.                                                                                                |
|                  | Fiume                                                          | Indicano il nome del corso d'acqua sottostante la strada su cui è posto.                                                        |
|                  | Inizio del comune                                              | Indica l'inizio di un centro abitato.                                                                                           |
|                  | Fine del comune                                                | Indica la fine di un centro abitato.                                                                                            |
|                  | Inizio di frazione                                             | Indica l'inizio di una frazione di un comune.                                                                                   |
|                  | Fine frazione                                                  | Indica la fine di una frazione.                                                                                                 |
|                  | Inizio del comune                                              | Indica l'inizio di un centro abitato in lingua della minoranza ungherese.                                                       |
|                  | Fine del comune                                                | Indica la fine di un centro abitato in lingua ungherese.                                                                        |
|                  | Preavviso di confine UE                                        | Indica l'ingresso in un altro Paese facente parte della UE.                                                                     |
|                  | Confine UE                                                     | Indica l'ingresso nella Slovacchia provenendo da un altro Paese UE.                                                             |

## Segnali per servizi
| Segnale slovacco | Significato                                    | Spiegazione                                                                                      |
|                  | Telefono di emergenza                          | Indica un telefono per le chiamate di emergenza.                                                 |
|                  | Telefono                                       | Indica un telefono pubblico.                                                                     |
|                  | Estintore                                      | Indica un estintore.                                                                             |
|                  | Pronto soccorso                                | Indica la presenza di un pronto soccorso.                                                        |
|                  | Ospedale                                       | Indica la presenza di un ospedale.                                                               |
|                  | Informazioni                                   | Indica la presenza di un punto informazioni.                                                     |
|                  | Radio informazioni stradali                    | Indica la frequenza sulla quale si possono ricevere notizie sullo stato del traffico.            |
|                  | Fermata di autobus                             | Segnala una fermata di autobus.                                                                  |
|                  | Fermata di filobus                             | Segnala una fermata di filobus.                                                                  |
|                  | Fermata di tram                                | Segnala una fermata di tram.                                                                     |
|                  | Rifornimento                                   | Indica la presenza di un posto di rifornimento.                                                  |
|                  | Rifornimento GPL                               | Indica la presenza di un posto di rifornimento per GPL.                                          |
|                  | Rifornimento metano                            | Indica la presenza di un posto di rifornimento per automezzi a metano.                           |
|                  | Assistenza meccanica                           | Indica la presenza di un'officina di riparazioni.                                                |
|                  | Albergo-motel                                  | Indica la presenza di un albergo o un motel.                                                     |
|                  | Ristorante                                     | Indica la presenza di un ristorante.                                                             |
|                  | Bar                                            | Indica la presenza di un bar.                                                                    |
|                  | Bagni pubblici                                 | Indica la presenza di servizi igienici pubblici.                                                 |
|                  | Area pic-nic                                   | Indica la presenza di un'area pic-nic.                                                           |
|                  | Campeggio                                      | Indica un campeggio.                                                                             |
|                  | Terreno per roulotte                           | Indica un terreno per la sosta di roulotte o motorhome.                                          |
|                  | Campeggio o terreno per roulotte               | Indica un campeggio od un terreno per la sosta di roulotte o motorhome.                          |
|                  | Luogo di balneazione                           | Indica la presenza di un luogo in cui è possibile la balneazione.                                |
|                  | Skilift                                        | Indica la presenza di uno skilift.                                                               |
|                  | Seggiovia                                      | Indica la presenza di una seggiovia.                                                             |
|                  | Funivia                                        | Indica la presenza di una funivia.                                                               |
|                  | Preavviso area di servizio                     | Indica la distanza alla prossima area di servizio ed i servizi in essa erogati.                  |
|                  | Direzione per area di servizio                 | Indica la direzione da seguire per raggiungere un'area di servizio ed i servizi in essa erogati. |
|                  | Uscita di emergenza                            | Indica un'uscita di emergenza in una galleria.                                                   |
|                  | Direzione e distanza per l'uscita di emergenza | Indica la distanza e la direzione per la più vicina uscita di emergenza.                         |

## Pannelli integrativi
| Segnale slovacco | Significato                                               | Spiegazione |
|                  | Numero progressivo                                        | Indica per quante volte è valido il segnale a cui si riferisce.                                                         |
|                  | Distanza                                                  | Indica la distanza alla prescrizione indicata.                                                                          |
|                  | Distanza allo STOP                                        | Indica la distanza al segnale di fermarsi e dare precedenza.                                                            |
|                  | Estesa                                                    | Indica per quanti metri o chilometri il segnalea cui si riferisce è valido.                                             |
|                  | Segnale riferito alla direzione ed alla distanza indicate | Indica che il segnale stradale a cui si riferisce il pannello integrativo è per la direzione ed alla distanza indicata. |
|                  | Peso                                                      | Indica il peso a cui si riferisce il segnale.                                                                           |
|                  | Inizio, continua e fine                                   | Indicano l'inizio, la continuazione e la fine di una prescrizione.                                                      |
|                  | Pioggia                                                   | Indica che il pericolo a cui si riferisce il segnale è relativo alle condizioni di meteo con pioggia.                   |
|                  | Autocarri                                                 | Indica che l'indicazione è riferita agli autocarri.                                                                     |
|                  | Attraversamento di binari                                 | Indica l'incrocio della carreggiata con una linea ferroviaria o tranviaria.                                             |
|                  | Indicazione specifica                                     | Indica ciò che vi è scritto nel testo del segnale.                                                                      |
|                  | Categoria della galleria                                  | Indica la categoria della galleria per la quale si riferisce il segnale.                                                |
|                  | Disabili                                                  | Indica che il segnale a cui si riferisce è valido per disabili.                                                         |